# Bughea de Jos, Prahova
Bughea de Jos este un sat în comuna Gura Vitioarei din județul Prahova, Muntenia, România.
În 1831, așezarea se constituie ca sat de sine stătător. La sfârșitul secolului al XIX-lea, satul Bughea de Jos era reședința comunei Bughiile, o comună formată pe atunci din două sate, Bughea de Jos și Bughea de Sus. În satul Bughea de Jos era o școală din 1890, frecventată de 52 de copii, și o moară pe pârâul Bughea. În Bughea de Jos exista o biserică zidită în 1813 de Damian și Steliana din Vălenii de Munte. În urma reformei adiminstrative din 1968, comuna Bughiile a fost desființată, iar cele două sate au fost distribuite altor comune, astfel: Bughea de Jos către Gura Vitioarei, iar Bughea de Sus către Teișani.   
În satul Bughea de Jos se află și Biserica Sfinții Arhangheli Mihail și Gavriil Bughile, care este biserica parohială a Parohiei Bughile.   